# クレイプール・レノン・デリリウム
ザ・クレイプール・レノン・デリリウム（The Claypool Lennon Delirium）は、プライマスでの活動で知られるベーシスト兼ボーカリストのレス・クレイプール、ゴースト・オブ・ア・セイバー・トゥース・タイガーのギタリスト兼ボーカリストのショーン・オノ・レノン、ストーン・ジャイアントのキーボード兼ボーカリストのジョアン・ノゲイラ、ケイクのドラマーのパウロ・バルディからなるアメリカのロック・バンド。レノンはグループの音楽を「プロガデリック（progadelic）」と分類した。

## 略歴
ゴースト・オブ・ア・セイバー・トゥース・タイガー、ダイナソーJr.とツアーの後、プライマスが1年間の休止期間を取ることとしていたクレイプールにより、このバンドは2015年に結成された。彼はゴースト・オブ・ア・セイバー・トゥース・タイガーのリードシンガー、ショーン・オノ・レノンと連絡を取り合っていたが、レノンは翌年の音楽プロジェクトを何も計画していなかった。
彼らは、オールドスクール、サイケデリック、プログレッシブ・ロックのレコードを作るというアイデアを持っていた。クレイプールはレノンを自分のゲストハウスに招き、ワインを飲み、アイデアを練り、ドラムを演奏した。
6週間にわたって、彼らは10曲を書き、録音した。2人はそれぞれがボーカルと楽器のさまざまな役割を分担し、ベースとギターという核となる楽器を超えて、最初のスタジオ・アルバム『モノリス・オブ・フォボス』をリリースした。このアルバムは、トップ・ヴァイナル・アルバム、トップ・テイストメイカーズ・アルバム、トップ・オルタナティヴ・アルバムの3つのビルボードチャートでトップ10に初登場した。
2019年2月22日、このデュオは2枚目のスタジオ・アルバム『サウス・オブ・リアリティ』をリリースした。このLPは、カリフォルニアにあるクレイプールの自宅レコーディング・スタジオで2か月かけて作曲、録音され、発売前に6分半の楽曲「Blood and Rockets」がリリースされた。2人は2018年後半にこのアルバムのプロモーションのために短いヘッドライナー・ツアーへと乗り出し、ツアーは2019年春にも続いた。
2023年5月のインタビューで、クレイプールは次のアルバムをレコーディング中だと示唆した（「シャイナーとのデリリウムのレコードは半分くらい終わった……」）。

## ディスコグラフィ

### アルバム
- 『モノリス・オブ・フォボス』 - Monolith of Phobos (2016年)
- 『サウス・オブ・リアリティ』 - South of Reality (2019年)

### EP
- Lime and Limpid Green (2017年)

### シングル
- "Cricket and the Genie" (2016年)
- "Blood and Rockets b/w Easily Charmed by Fools" (2018年)